# Brazylia na Letnich Igrzyskach Olimpijskich 2008
Brazylię na XXIX Letnich Igrzyskach Olimpijskich w Pekinie reprezentowało 277 sportowców (145 mężczyzn i 132 kobiet) w 24 dyscyplinach. Był to 20 start Brazylijczyków na letnich igrzyskach olimpijskich. Rezultat 15 zdobytych medali jest wyrównaniem wyniku Brazylii z 1996 roku.

## Zdobyte medale
| Medal  | Zawodnik | Dyscyplina sportowa | Konkurencja                    |
| ------ | --- | ------------------- | ------------------------------ |
| Złoto  | César Cielo | Pływanie            | 50 m stylem dowolnym mężczyzn  |
| Złoto  | Maurren Maggi | Lekkoatletyka       | skok w dal kobiet              |
| Złoto  | Carolina Albuquerque Fofão Marianne Steinbrecher Paula Pequeno Fabi Jaqueline Thaísa Valeska Menezes Fabiana Claudino Wélissa Gonzaga Sheilla Walewska Moreira de Oliveira                               | Siatkówka           | turniej kobiet                 |
| Srebro | Robert Scheidt Bruno Prada | Żeglarstwo          | klasa Star mężczyzn            |
| Srebro | Andréia Bárbara Renata Costa Cristiane Daniela Érika Ester Fabiana Formiga Francielle Marta Maurine Maycon Pretinha Andréia Rosa Rosana Simone Tânia                                                     | Piłka nożna         | turniej kobiet                 |
| Srebro | Márcio Araújo Fábio Luiz Magalhães | Siatkówka           | plażowa mężczyzn               |
| Srebro | Dante Amaral Marcelo Elgarten Gustavo Endres Murilo Endres Samuel Fuchs Gilberto de Godoy Filho André Heller André Nascimento Bruno Mossa Rezende Anderson Rodrigues Rodrigo Santana Sérgio Dutra Santos | Siatkówka           | turniej mężczyzn               |
| Brąz   | Leandro Guilheiro | Judo                | do 73 kg mężczyzn              |
| Brąz   | Ketleyn Quadros | Judo                | do 57 kg kobiet                |
| Brąz   | Tiago Camilo | Judo                | do 81 kg mężczyzn              |
| Brąz   | César Cielo | Pływanie            | 100 m stylem dowolnym mężczyzn |
| Brąz   | Fernanda Oliveira Isabel Swan | Żeglarstwo          | klasa 470 kobiet               |
| Brąz   | Ricardo Santos Emanuel Rego | Siatkówka           | plażowa mężczyzn               |
| Brąz   | Diego Alves Anderson Breno Diego Hernanes Ilsinho Jô Lucas Marcelo Thiago Neves Alexandre Pato Rafinha Ramires Renan Ronaldinho Alex Silva Thiago Silva Rafael Sóbis                                     | Piłka nożna         | turniej mężczyzn               |
| Brąz   | Natália Falavigna | Taekwondo           | powyżej 67 kg kobiet           |